# Грибинська
Гри́бинська (рос. Грибинская) — присілок у складі Підосиновського району Кіровської області, Росія. Входить до складу Демьяновського міського поселення.
Населення становить 123 особи (2010, 189 у 2002).
Національний склад станом на 2002 рік — росіяни 99 %.